# Fondazione De Sanctis
La Fondazione De Sanctis è una istituzione con sede a Roma impegnata nel sostegno e nella diffusione della cultura. La fondazione è nata nel 2007 in memoria di Francesco De Sanctis, scrittore, critico letterario e primo tra i Ministri dell'Istruzione del Regno d'Italia. L'attività più conosciuta della fondazione è il "Premio De Sanctis", istituito nel 2009 e organizzato annualmente in collaborazione con la Presidenza del Consiglio dei Ministri e con l'adesione del Presidente della Repubblica. Il premio, nato come un riconoscimento letterario, si é allargato verso altri campi come: salute, scienze economiche e i diritti umani.    

## Storia
La Fondazione De Sanctis viene fondata nel 2007 dall'architetto Francesco De Sanctis, pronipote del critico letterario, a seguito dell'acquisizione di un lascito costituito dall'archivio personale e dalla biblioteca dell'illustre antenato. Sin dalle sue origini la Fondazione si è occupata della custodia, schedatura e aggiornamento dei fondi della biblioteca. Nel 2009 viene istituito il Premio De Sanctis per la saggistica in collaborazione con il Ministero per i Beni e le Attività Culturali.
Per celebrare la ricorrenza del bicentenario della nascita di Francesco De Sanctis la Fondazione ha organizzato una serie di eventi nel biennio 2017 - 2019 all'interno di sedi istituzionali. La manifestazione ha avuto il patrocinio della Presidenza del Consiglio dei Ministri Per l'occasione è stato istituito il "Comitato De Sanctis 200 anni", tra i cui membri ci sono Luigi Berlinguer Gianni Letta, Massimo Cacciari, Giorgio Ficara, Claudio Magris, Giacomo Marramao, Paolo Mieli, Ignazio Visco. La cerimonia di apertura, dal titolo De Sanctis e la formazione dell'Europa moderna, delle attività si è svolta presso la sede del Parlamento Europeo alla presenza di diverse cariche istituzionali e dell'allora presidente Antonio Tajani.  Dal 2019 la fondazione, oltre al Premio de Sactis, è stata attiva nell'organizzazione di altre altre manifestazioni culturali nell'ambito della letteratura e della promozione della lettura.

## Attività e progetti
La fondazione cura diverse attività e progetti di promozione della letteratura tra le quali presentazioni di libri, letture, lezioni pubbliche. Inoltre si svolgono, con cadenza annuale tre progetti di natura culturale:
- Positano Racconta: un Festival della letteratura che si svolge annualmente a Positano promosso dalla fondazione[7]. Il premio prevede una serie di incontri con scrittori nazionali e internazionali. Il premio è attivo dal 2021.
- Lezioni di letteratura: progetto avviato nel 2020 che prevede sei incontri presso l'Auditorium Parco della Musica di Roma. Organizzato annualmente assieme alla Fondazione Musica per Roma con scrittori e intellettuali che raccontano al pubblico di arte e lettaratura.[8]
- Cera1volta[9]: progetto in collaborazione con l'AOPI (Associazione Ospedali Pediatrici Italiani), realizzazione di un ciclo di letture di fiabe e favole ai bambini ricoverati nei reparti pediatrici.

### Il Premio De Sanctis
Tra le principali attività della Fondazione il Premio De Sanctis per la saggistica, organizzato annualmente a partire dal 2009. Si svolge con il patrocinio della Presidenza del Consiglio dei Ministri e con l'adesione del Presidente della Repubblica.
La cerimonia di premiazione si svolge a Roma presso la residenza di Stato di Villa Doria Pamphilj. Il Premio è rivolto ad autori della letteratura italiana ed internazionale. La prima edizione si è svolta il 6 ottobre 2009 con l'adesione del presidente della Repubblica Giorgio Napolitano. Tra i vincitori del premio ci sono: Massimo Cacciari, Giulio Ferroni, Stefano Agosti, Gian Luigi Beccaria, Pietro Citati, Enzo Golino, Silvio Perrella, Carlo Ossola, Ermanno Rea, Giorgio Napolitano, Carlo Cottarelli, Gustavo Zagrebelsky, Carlo Ginzburg, Liliana Segre.
Nel biennio 2021-2022 per celebrare il decennale del Premio De Sanctis la Fondazione ha scelto di allargare l'attività del Premio ad altre categorie: salute sociale, scienze economiche, Europa e diritti umani.
Nel 2021 la fondazione ha istituito Il Premio De Sanctis Europa in collaborazione con il Ministero degli affari esteri e della cooperazione internazionale. La prima edizione si è tenuta a Roma l'8 giugno 2021 al Palazzo della Farnesina e il riconoscimento è stato assegnato al direttore d'orchestra Riccardo Muti e alla scienziata Fabiola Gianotti.. 
Nello stesso anno è stato istituito Il Premio De Sanctis per la salute sociale, in collaborazione con il Consiglio di Stato. La prima edizione si è svolta il 27 settembre del 2021 a Palazzo Spada. Il premio è stato assegnato a Francesco Rocca in rappresentanza della Croce Rossa Italiana e a monsignor Vincenzo Paglia in rappresentanza della Comunità di Sant'Egidio.. La seconda edizione si è svolta il 4 ottobre 2022 a Roma, presso la sede del Consiglio di Stato. Il premio è andato, tra gli altri a Claudio Giubitosi, direttore del Giffoni Film Festival.
Dal 2022 la fondazione ha istituito il Premio De Sanctis per le scienze economiche, in collaborazione con il Ministero dell'economia e delle finanze. La prima edizione si è svolta il 6 settembre 2022 presso la sede del Ministero ed i riconoscimenti sono stati assegnati agli economisti Guido Tabellini e Raffaella Sadun.
Il 25 ottobre 2022 si è svolta la prima edizione del Premio De Sanctis per i diritti umani istituito in collaborazione con la Corte Suprema di Cassazione. La premiazione si è svolta presso il Palazzo di Giustizia ed i premi sono stati assegnati alla missionaria Suor Elvira Tutolo e al Presidente della Corte europea dei diritti dell'uomo Róbert Ragnar Spanó.